# Parovi
Parovi (serbe : Парови, en français Les Couples) est une émission de télévision serbe de téléréalité diffusée sur Happy TV depuis le 24 décembre 2010.

## Concept
Les candidats sont enfermés dans une maison et ils doivent discuter tant que les lumières sont allumées (de 10 h à 4 h) c'est-à-dire 18 h d'affilée. Au fur et à mesure que les semaines passent des candidats sont éliminés mais d'autres les remplacent aussitôt. Si un candidat ne veut pas ou ne veut plus discuter, il se retrouve dans une pièce sans chauffage ni confort pendant 48 h. Chaque participant est rémunéré 150 dollars par semaine et les candidats voulant partir de l'émission doivent espérer se faire éliminer ou payer 20 000 dollars à la chaîne. Le gagnant de l'émission (qui ne sera révélé que quand la production en aura décidé) empoche 50 000 dollars.